# Ġayn
Ġayn (en arabe غَيْن, ġayn ou ghayn, ou simplement ﻍ) est la 19e lettre de l'alphabet arabe.
Sa valeur numérique dans la numération Abjad est 1000 dans sa variante orientale et 900 dans sa variante occidentale (au Maghreb).

## Utilisation
En arabe, ġayn ‹ غ › représente une consonne fricative vélaire voisée /ɣ/. Elle est parfois utilisée dans certains mots d’emprunts pour représenter une consonne occlusive vélaire voisée /ɡ/ dans la langue d’origine, par exemple dans أُوغَنْدَا, « Ouganda ».
En adjami, ġayn ‹ غ › est parfois utilisé pour représenter une consonne occlusive vélaire voisée /ɡ/, notamment en peul.